# 鄂西堇菜
鄂西堇菜（学名：Viola cuspidifolia）为堇菜科堇菜属的植物，是中国的特有植物。分布于中国大陆的湖北、云南等地，生长于海拔2,500米的地区，多生长在山坡草地，目前尚未由人工引种栽培。

## 别名
锐尖叶堇（拉汉种子植物名称）、光叶堇菜（云南种子植物名录）